# B. J. Johnson
Robert "B. J." Johnson Jr., né le 21 décembre 1995 à Philadelphie en Pennsylvanie, est un joueur américain de basket-ball. Il évolue au poste d'ailier.

## Biographie

### Carrière universitaire
Entre 2013 et 2015, il joue pour l'Orange de Syracuse à l'université de Syracuse.
Entre 2016 et 2018, il joue pour les Explorers de La Salle à l'université La Salle.

### Carrière professionnelle

#### Magic du Lakeland (2018-mars 2019)
Le 21 juin 2018, automatiquement éligible à la draft 2018 de la NBA, il n'est pas sélectionné.
Le 5 septembre 2018, il signe un contrat avec le Magic d'Orlando. Le 10 octobre 2018, il n'est pas conservé dans l'effectif d'Orlando.
Le 23 octobre 2018, il rejoint le Magic de Lakeland, l'équipe de G-League affiliée au Magic d'Orlando.

#### Hawks d'Atlanta (mars 2019)
Le 1er mars 2019, il signe un contrat de 10 jours avec les Hawks d'Atlanta.
Le 12 mars 2019, il signe un second contrat de 10 jours avec les Hawks d'Atlanta.
Le 22 mars 2019, il n'est pas prolongé et retourne du côté du Magic de Lakeland.

#### Kings de Sacramento (avril 2019)
Le 1er avril 2019, il signe jusqu'à la fin de saison avec les Kings de Sacramento.
Le 20 juillet 2019, il est coupé par les Kings de Sacramento.

#### Magic d'Orlando (2019-2020)
Le 27 septembre 2019, il signe un contrat avec le Magic d'Orlando. le 19 octobre 2019, il n'est pas conservé dans l'effectif d'Orlando.
Le 4 novembre 2019, il signe un contrat two-way avec le Magic d'Orlando.

## Statistiques

### Universitaires
| Saison    | Équipe   | Matchs | Titul. | Min./m | % Tir | % 3pts | % LF | Rbds/m. | Pass/m. | Int/m. | Ctr/m. | Pts/m. |
| --------- | -------- | ------ | ------ | ------ | ----- | ------ | ---- | ------- | ------- | ------ | ------ | ------ |
| 2013-2014 | Syracuse | 10     | 0      | 5,5    | 25,0  | 12,5   | 0,0  | 0,90    | 0,20    | 0,10   | 0,30   | 1,40   |
| 2014-2015 | Syracuse | 25     | 4      | 14,6   | 30,7  | 26,2   | 72,0 | 3,16    | 0,48    | 0,56   | 0,20   | 4,16   |
| 2016-2017 | La Salle | 29     | 28     | 32,6   | 44,9  | 36,2   | 83,8 | 6,31    | 0,97    | 1,14   | 0,48   | 17,55  |
| 2017-2018 | La Salle | 27     | 27     | 35,2   | 44,6  | 35,9   | 86,9 | 8,33    | 0,74    | 1,30   | 0,70   | 20,78  |
| Carrière  | Carrière | 91     | 59     | 25,5   | 42,6  | 33,5   | 84,3 | 5,45    | 0,68    | 0,91   | 0,45   | 13,05  |

### Professionnelles
Légende :
gras = ses meilleures performances

#### Saison régulière
| Saison    | Équipe     | Matchs | Titul. | Min./m | % Tir | % 3pts | % LF  | Rbds/m. | Pass/m. | Int/m. | Ctr/m. | Pts/m. |
| --------- | ---------- | ------ | ------ | ------ | ----- | ------ | ----- | ------- | ------- | ------ | ------ | ------ |
| 2018-2019 | Atlanta    | 6      | 0      | 7,2    | 50,0  | 50,0   | 100,0 | 1,33    | 0,00    | 0,33   | 0,00   | 3,50   |
| 2018-2019 | Sacramento | 1      | 0      | 6,0    | 50,0  | 0,0    | 0,0   | 0,00    | 0,00    | 0,00   | 0,00   | 2,00   |
| 2019-2020 | Orlando    | 10     | 0      | 8,3    | 28,1  | 33,3   | 90,0  | 1,50    | 0,30    | 0,30   | 0,00   | 3,00   |
| Carrière  | Carrière   | 17     | 0      | 7,8    | 36,0  | 37,5   | 91,7  | 1,35    | 0,18    | 0,29   | 0,00   | 3,12   |

Dernière mise à jour le 12 août 2020.

#### Playoffs
| Saison   | Équipe   | Matchs | Titul. | Min./m | % Tir | % 3pts | % LF | Rbds/m. | Pass/m. | Int/m. | Ctr/m. | Pts/m. |
| -------- | -------- | ------ | ------ | ------ | ----- | ------ | ---- | ------- | ------- | ------ | ------ | ------ |
| 2020     | Orlando  | 1      | 0      | 3,5    | 50,0  | 100,0  | 0,0  | 0,0     | 2,00    | 0,00   | 0,00   | 3,00   |
| Carrière | Carrière | 1      | 0      | 3,5    | 50,0  | 100,0  | 0,0  | 0,0     | 2,00    | 0,00   | 0,00   | 3,00   |

Dernière mise à jour au terme de la saison 2019-2020.